# Холопичівська сільська рада
Холопичівська сільська рада — колишня адміністративно-територіальна одиниця та орган місцевого самоврядування у Локачинському районі Волинської області з адміністративним центром у с. Холопичі.
Припинила існування 21 вересня 2018 року через об'єднання до складу Затурцівської сільської територіальної громади Волинської області. Натомість утворено Холопичівський старостинський округ при Затурцівській сільській громаді.

## Населені пункти
Сільській раді були підпорядковані населені пункти:
- с. Холопичі
- с. Журавець
- с. Маньків
- с. Мовчанів

## Населення
Згідно з переписом УРСР 1989 року чисельність наявного населення сільської ради становила 1972 особи, з яких 901 чоловік та 1071 жінка.
За переписом населення України 2001 року в сільській раді мешкали 1893 особи.

### Мова
Розподіл населення за рідною мовою за даними перепису 2001 року:
| Мова       | Відсоток |
| ---------- | -------- |
| українська | 99,36 %  |
| російська  | 0,54 %   |
| білоруська | 0,11 %   |

## Склад ради
Рада складалася з 18 депутатів та голови.

## Керівний склад сільської ради
| ПІБ                         | Основні відомості                                                                | Дата обрання | Дата звільнення |
| --------------------------- | -------------------------------------------------------------------------------- | ------------ | --------------- |
| Демидюк Василь Ілліч        | Сільський голова, 1967 року народження, освіта, член Української Народної Партії | 26.03.2006   | 31.10.2010      |
| Грицюк Микола Володимирович | Сільський голова, 1963 року народження, освіта вища, безпартійний                | 31.10.2010   |                 |

Примітка: таблиця складена за даними джерела